# Oblavtsé
Oblavtsé ou Obavce (en macédonien Облавце) est un village du nord de la Macédoine du Nord, situé dans la municipalité de Staro Nagoritchané. Le village comptait 124 habitants en 2002.

## Démographie
Lors du recensement de 2002, le village comptait :
- Macédoniens : 123
- Serbes : 1